# Nayini
Nayini (Na'ini), även Biyabanak, Anarak och Khuri, är en av de centraliranska språkvarieteterna i Iran, och har enligt Joshua project sammanlagt 9 700 talare. Språket talas i provinsen Esfahan i Iran samt i delar av Irak.
Det finns inga direkta belägg, men språket antas fortfarande vara modersmål för ett allt mindre antal unga. Det är inte känt om det förekommer någon undervisning i språket i skolor.